# بیدلز کورنر (دلاور)

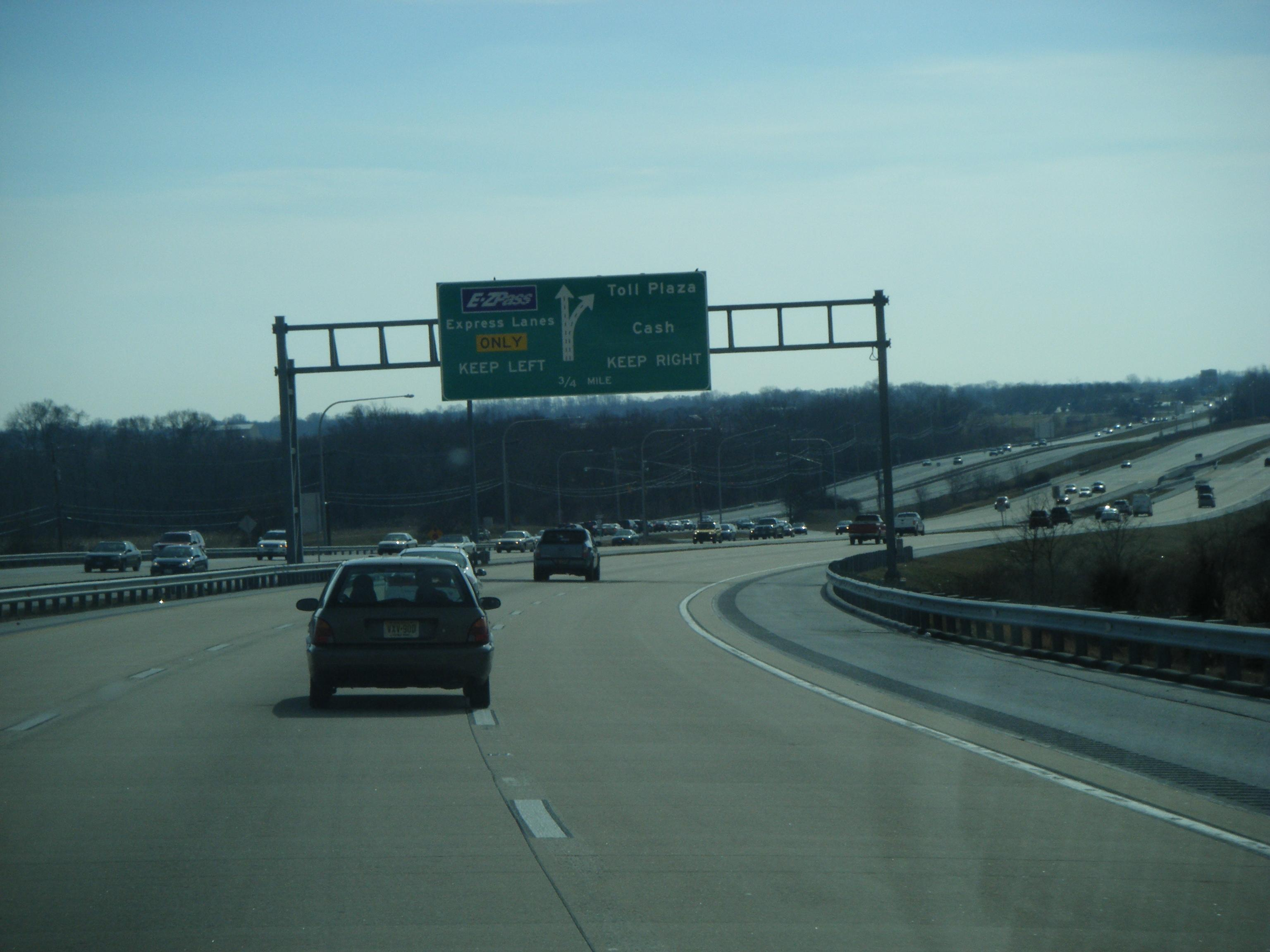
بیدلز کورنر

بیدلز کورنر (به انگلیسی: Biddles Corner) یک منطقهٔ مسکونی در ایالات متحده آمریکا است که در شهرستان نیوکاسل، دلاویر واقع شده‌است. بیدلز کورنر ۱۰٫۰۶ متر بالاتر از سطح دریا واقع شده‌است.